# Telecomando universale

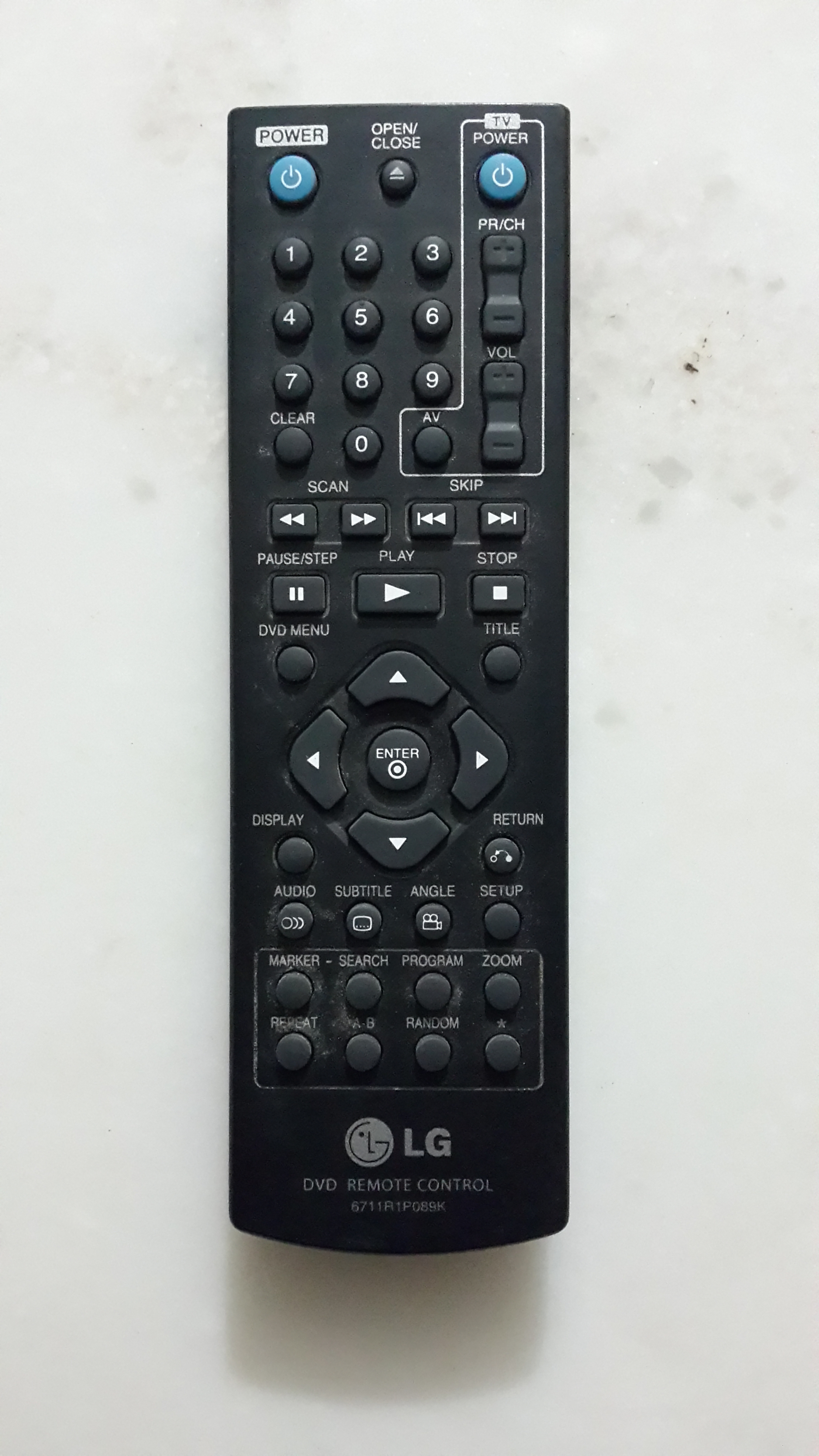
Esempio di telecomando universale per comandare lettore DVD e TV.

Il telecomando universale è un telecomando in grado di comandare più apparecchi, memorizzando i segnali nella frequenza dell'infrarosso di diversi telecomandi in un solo dispositivo.

## Funzionamento
Generalmente il telecomando universale ha all'interno dei codici rappresentanti i telecomandi di diversi apparecchi (televisori, decoder satellitari, videoregistratori, lettori DVD, ecc.), ordinati per produttore in un apposito libretto fornito nella confezione. All'atto della configurazione, l'utilizzatore deve inserire il codice corrispondente alla marca dell'apparecchio in proprio possesso.
Alcuni modelli di telecomandi universali possiedono una funzione chiamata "Learn" (in italiano "impara"), che consente di trasferire i tasti del telecomando originale in quello universale, nel caso in cui il modello non sia disponibile nei codici pre-salvati. È necessario possedere il telecomando originale funzionante, perciò non è possibile usare questa funzione nel caso in cui si sia rotto.
L'apparecchio da comandare è scelto tramite un selettore, composto da tasti.

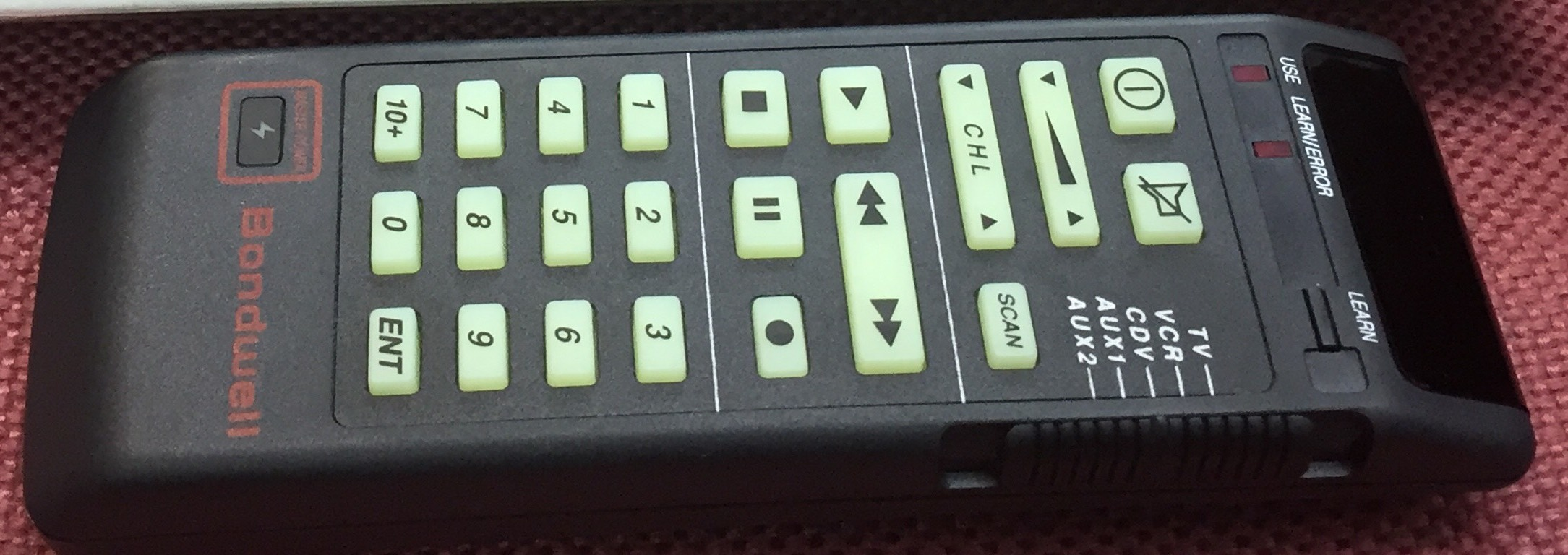
Esempio di telecomando universale con funzione "Learn" e selettore dell'apparecchio da comandare.

## Tipi
Esistono diverse tipologie:
- Telecomandi universali solo TV: comandano solo la TV e possono essere utilizzati per sostituire un telecomando originale rotto.
- Telecomandi universali 2 in 1, 3 in 1, ecc.: consentono di comandare più apparecchi nello stesso telecomando; è il tipo più comune[senza fonte] di telecomando universale; gli apparecchi principali che è in grado di comandare sono la TV, il videoregistratore, il decoder satellitare, il decodificatore digitale terrestre, il lettore DVD e lo stereo.
- Telecomandi universali facili: sono telecomandi semplificati che hanno solo i tasti per scorrere i canali della TV, per regolare il volume, per togliere l'audio e per spegnere; ovviamente in questo caso è necessario possedere il telecomando originale.